# Powerless (Say What You Want)
Powerless (Say What You Want) is de eerste single van Folklore, het tweede album van de Canadese zangeres Nelly Furtado. Met dit nummer maakte Furtado een comeback na de geboorte van haar eerste kind. Met dit nummer stond ze in Nederland achttien weken in de Top 40 en ook in andere landen stond ze hoog in de lijsten.